# Sara Braun
Sara Braun Hamburguer (Talsi, 16 de diciembre de 1862-Viña del Mar, 22 de abril de 1955) fue una empresaria letona de origen judeo-ruso, que se radicó en Chile. Una de las mujeres más ricas y poderosas de la Patagonia Chileno-Argentina.

## Biografía

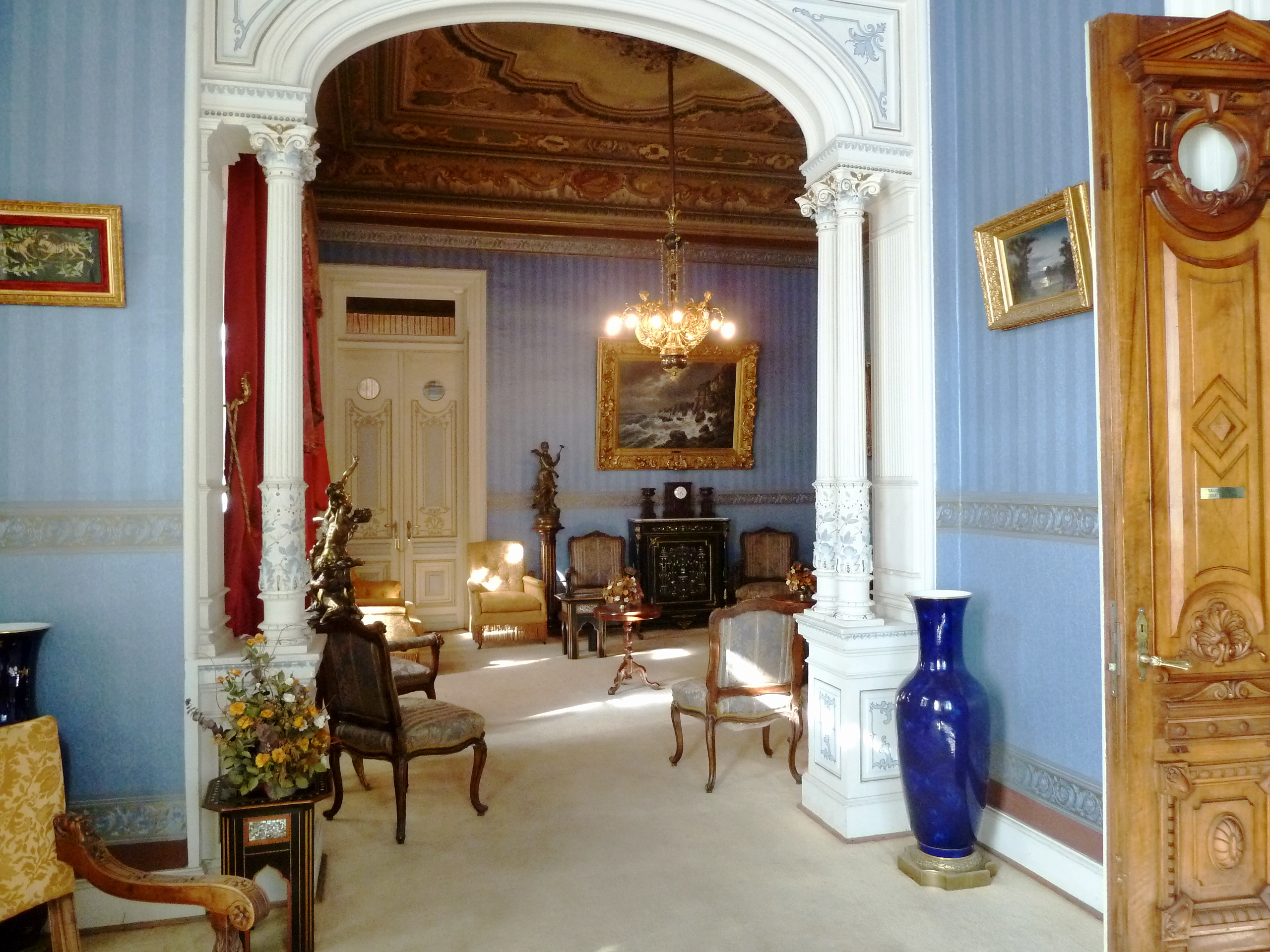
Interior del Palacio Sara Braun, donde Braun y su familia vivieron en Punta Arenas.

Hija de Elías Braun y Sofía Hamburguer, Sara nació en 1862 en la ciudad de Talsi, ubicada en la gobernación de Curlandia, parte del Imperio ruso, en un territorio que forma parte en la actualidad de Letonia. Su familia era de origen judío y alemán báltico, la que debió abandonar la región de Curlandia por el aumento del antisemitismo en la llamada Zona de Asentamiento.

## Vida en Chile
Acompañada de sus padres y hermanos, emigró a Chile, a la ciudad de Punta Arenas, alejada localidad en donde se asentaron en 1874. Allí disfrutaron de los beneficios que las autoridades chilenas tenían dispuestas para los inmigrantes que llegaran a poblar esta ciudad. A pesar de la pobreza con que arribaron, la familia Braun Hamburguer poseía una educación formal que les granjearía respeto en su nueva patria adoptiva.[cita requerida]
De oficio hojalatero, Elías Braun logró hacerse de una pequeña fortuna que incrementó cuando se asoció a José Nogueira, importante empresario naviero de origen portugués y exportador de cueros de lobos marinos y otros animales salvajes, además de otras múltiples actividades económicas. El padre de Braun se ganó la confianza de Nogueira y fue contratado para supervisar su almacén naval, y Sara ayudaba a su padre con la administración del depósito. En 1887, Sara Braun contrajo matrimonio con José Nogueira. Desde entonces, disfrutó de una de las posiciones más privilegiadas en la ciudad de Punta Arenas. 
Al año siguiente, Nogueira adquirió, junto con Braun, un arrendamiento de 20 años por 1.009.000 de hectáreas de tierra adicional de la administración del presidente José Manuel Balmaceda, con la condición de que establecieran una asociación empresarial chilena para implementar el proyecto. En total, los arrendamientos dieron a Nogueira y sus familiares el control de un tercio de las 3.000.000 de hectáreas de tierra disponibles en Tierra del Fuego. Para cumplir con el requisito de que la empresa sea chilena (ya que ni Nogueira ni Braun lo eran en ese momento), Nogueira acordó vender un tercio de sus derechos de arrendamiento a Ramón Serrano Montaner. Antes de que pudiera completar la incorporación de la Sociedad Explotadora de Tierra del Fuego, Nogueira murió en 1893 de tuberculosis. Braun comenzó a asumir la dirección de todos sus emprendimientos, con la ayuda permanente de sus hermanos Mauricio y Oscar, convirtiéndose en la primera mujer empresaria en la historia de Magallanes. Esta fortuna la utilizó para ayudar a sus familiares y a distintas entidades filantrópicas, entre éstas, la Cruz Roja de Punta Arenas. Esta ayuda permanente le valió el recuerdo de los habitantes de Punta Arenas, lugar en el que varias instituciones educacionales o de beneficencia llevan su nombre.[cita requerida]

## Sociedad Explotadora de Tierra del Fuego
Luego de haber heredado todo menos la parte de Serrano Montaner en la herencia de su esposo, Braun se acercó a su hermano Mauricio para pedirle consejo sobre la mejor manera de saldar la deuda con Serrano. Después de una difícil negociación entre los dos hombres, Serrano acordó aceptar cien acciones de la empresa, en lugar del arrendamiento. La empresa se constituyó el 31 de agosto de 1893. Los principales accionistas eran Braun, su hermano Mauricio y el resto de su familia; Juan Blanchard, socio de la firma Braun & Blanchard; y Peter H. McClelland, director de la firma Duncan, Fox & Co Ltd. Este grupo controlaba casi la mitad de las acciones de la empresa; el saldo de acciones, a fin de asegurar que la mayoría de los inversionistas fueran chilenos, pertenecía a diversos empresarios de Magallanes y Valparaíso. Inicialmente la empresa se dedicaba a la ganadería ovina, y a la subasta de ganado y tierras.
Además de los arrendamientos de tierras en la Patagonia Chilena, Braun heredó los otros intereses comerciales, industriales y marítimos de Nogueira, y estableció una casa comercial de importación y un grupo de almacenes. Formó una empresa ganadera con McClelland y comenzó a importar ovejas. Inicialmente, la empresa también trajo administradores extranjeros y operadores de ganado ovino, así como tecnología industrial para equipar la granja para la esquila y el procesamiento de la lana. A medida que la empresa creció, se capacitó a los trabajadores locales para que asumieran muchos de los puestos de la empresa. La reputación de la Sociedad Explotadora de Tierra del Fuego de proveer a sus trabajadores, que incluía permitirles a los trabajadores comprar alimentos a crédito hasta la próxima contratación estacional, convirtió a la empresa en un empleador popular.[cita requerida]
En 1895, Braun contrató a Numa Mayer, un arquitecto francés, para que le construyera una mansión en Muñoz Gamero Plaza 716, en Punta Arenas. El edificio, de estilo neoclásico francés, tardó más de 10 años en completarse y contaba con un gran jardín de invierno y un pórtico con columnas. El interior presentaba muebles y ornamentación europeos en todas partes.

### Controversia en el exterminio de un pueblo originario
El desarrollo de la industria ovina por parte de la Sociedad en la Patagonia exterminó a los habitantes originales de esas tierras. La construcción de cercas creó obstáculos para la vida nómada del pueblo Selk'nam y la introducción de rebaños de ovejas desplazó a su principal fuente de alimento, el guanaco. Ante el hambre, comenzaron a robar ganado. La Sociedad de Explotación solicitó y recibió permiso del gobierno chileno para sacar a la población indígena de la zona. José Menéndez, uno de los accionistas de la empresa, y suegro de Mauricio, ordenó el exterminio de los selk'nam. Según el informe La Comisión de Verdad Histórica y Nuevo Trato:

La Sociedad Explotadora de Tierra del Fuego impulsó una práctica más agresiva en contra de los indígenas, ya que al ocupar la totalidad del territorio que le correspondía, y que era el centro del territorio selk'nam, introdujo ganado, erigió centros de trabajo y cercó los campos, restringiendo la movilidad de los pobladores originales... Para resguardar su propiedad la Sociedad contrató personal especializado para vigilar a los indígenas imponiendo una verdadera política de guerra (…) Este personal junto al de otras estancias sería el responsable directo, al menos, de la muerte de más de 300 indígenas

### Trabajo humanitario y caritativo
Con los eventos de la Revolución Rusa y la Primera Guerra Mundial, el nuevo movimiento progresista internacional llevó a un menor enfoque en la expansión empresarial y más atención a los problemas sociales, incluida la calidad de vida de los trabajadores. La Sociedad Explotadora de Tierra del Fuego comenzó a suministrar viviendas, lo que en algunos casos permitía a los trabajadores vivir con sus familias y proporcionaba alimentos y asignaciones de madera para garantizar la salud de la mano de obra y la calefacción de sus hogares. Braun se involucró en varias iniciativas caritativas, incluyendo el Asilo de Huérfanos de Punta Arenas, la Cruz Roja Chilena, la Gota de Leche, la Liga de las Damas Católicas y la Sociedad de dolores de beneficencia. También fue patrona de la Sexta Compañía de Bomberos, donó terrenos para la construcción de varias escuelas y fue donante del pórtico a la entrada del Cementerio de Punta Arenas. El 7 de junio de 1930, Braun se naturalizó como ciudadana Chilena y se mudó a Viña del Mar.
En reconocimiento a la filantropía de Braun, en 1936 el Ministerio de Educación Pública rebautizó en su honor el Liceo de Niñas de Punta Arenas. El gobierno ya había cambiado el nombre de la escuela de artes y oficios adjunta al Colegio María Auxiliadora en 1919. Fue honrada por la ciudad de Punta Arenas como su "Benefactora Pública" en 1945. Su última aparición pública en Punta Arenas fue en 1948, cuando donó un edificio para la Cruz Roja Chilena. En ese momento se encontraba enferma, y su hermano Mauricio tuvo que leer su discurso.

## Muerte y legado
Braun murió en su casa de Viña del Mar el 22 de abril de 1955 y fue enterrada en el Cementerio de Punta Arenas, oficialmente renombrado Cementerio Municipal Sara Braun. Al no tener hijos, legó su patrimonio a su hermano Juan Braun y sus sobrinas y sobrinos. Su sobrina, Fanny Gazitúa, quien la había cuidado al final de su vida, fue nombrada albacea de la finca, heredó la casa de la calle Álvarez con todo su contenido, y fue encargada de constituir una Fundación que lleva su nombre para brindar mayor becas de educación para estudiantes. A su muerte era una de las mujeres más ricas de Chile y del mundo. Con una fortuna de alrededor de 200 millones de libras y propiedades que abarcaban sólo al sur del país 320.000 hectáreas Además de a los miembros de su familia, Braun heredó más de 15.000 acciones de la Sociedad Explotadora de Tierra del Fuego a amigos, sirvientes y conocidos, quienes participaron en ayudar a mitigar la pobreza, proporcionar a niños desfavorecidos o ancianos que necesitaban atención o eran viudas. Dejó donaciones de acciones a las diversas organizaciones benéficas a las que había contribuido durante su vida, así como al Sanatorio San Juan de Dios de Viña del Mar, el Hospital de Niños de Valparaíso, y el Asilo de la Sagrada Familia en Punta Arenas.
En 1981, la mansión de Braun, la cual había sido comprada intacta con su mobiliario luego de su muerte por el Union Club de Punta Arenas, fue declarada Monumento Histórico, y renombrado como Palacio Sara Braun.